# Puig d'en Raban
El Puig d'en Raban és una muntanya de 178 metres que es troba al municipi de Cadaqués, a la comarca catalana de l'Alt Empordà.